# Richard Huldschiner

Richard Huldschiner (1912)

Richard Huldschiner (* 11. Juli 1872 in Gleiwitz, Oberschlesien; † 20. Mai 1931 in Innsbruck) war ein deutsch-österreichischer Arzt und Schriftsteller.

## Leben
Huldschiner entstammte einer jüdischen Familie. Sein Vater war ein Kaufmann aus Gleiwitz, seine Mutter die Tochter eines Bozner Bankiers. Huldschiner wuchs ab 1873 in Bozen auf und besuchte dort die Volksschule. Ab 1882 lebte er bei einem Onkel in seiner Geburtsstadt Gleiwitz, wo er Schüler eines Gymnasiums war. Nachdem er 1891 die Reifeprüfung abgelegt hatte, absolvierte er ein Studium der Medizin an den Universitäten München, Berlin und Würzburg. 1895 promovierte er an der Ludwig-Maximilians-Universität München mit einer Arbeit aus dem Gebiet der Gynäkologie zum Doktor der Medizin. Anschließend wirkte er als Assistenzarzt in Wien und in Berlin bei den Professoren Hermann Senator und Carl Posner. 1898 ließ sich Huldschiner als praktischer Arzt in Hamburg nieder; seine Sommerurlaube verbrachte er alljährlich in Südtirol. Neben seiner ärztlichen Tätigkeit begann Huldschiner während seiner Hamburger Jahre mit dem Verfassen literarischer Werke. 1912 nahm er als Schiffsarzt an einer ausgedehnten Überseereise teil, die ihn nach Mittelamerika, Nord- und Ostafrika sowie nach Japan und China führte. Ab 1913 lebte er als freier Schriftsteller in Bozen.
Zu Beginn des Ersten Weltkriegs war Huldschiner ärztlich tätig in Lazaretten in Trient und Bozen und ab 1915 bei einem Bataillon der Standschützen in Bozen. 1916 wurde ihm das Goldene Tapferkeitskreuz mit der Krone am Bande verliehen. Von November 1918 bis März 1919 befand er sich in italienischer Kriegsgefangenschaft. Da ihm nach seiner Entlassung die italienischen Behörden eine Niederlassung als Arzt in Bozen verweigerten, verlegte sich Huldschiner auf den Journalismus; er war vor allem als Korrespondent für die Berliner Vossische Zeitung tätig. Ab 1929 lebte er in Innsbruck.
Huldschiners literarisches Werk umfasst hauptsächlich Romane und Erzählungen, die häufig in des Autors Südtiroler Heimat angesiedelt sind.

## Werke
- Elephantiasis vulvae, München 1895 (Dissertation)
- Einsamkeit, Hamburg 1901 online
- Fegefeuer, Hamburg 1902 online
- Die stille Stadt, Berlin 1904 online
- Arme Schlucker, Berlin 1905 online
- Aus dem Badeleben: harmlose Geschichten, München 1905 online
- Das adlige Schützenfest. Erzählung. Berlin: Egon Fleischel, 1908 online
- Starkenberg, Berlin 1908 online
- Die Nachtmahr, München 1910 online
- Narren der Liebe, München 1912 online
- Der Tod der Götter, München 1912 online
- Beatus, München 1921 online
- Die Göttin Texy, Berlin 1929 online